# Joseph Suren Gomes
Joseph Suren Gomes SDB (ur. 14 lutego 1944 w Ashnabad, zm. 18 maja 2024 w Ranaghat) – indyjski duchowny rzymskokatolicki, salezjanin, w latach 2002–2019 biskup Krisznagar.

## Życiorys
Wstąpił do nowicjatu salezjanów w Bandei i w tymże zakonie złożył profesję wieczystą w 1971. Święcenia kapłańskie otrzymał 21 grudnia 1974. Pełnił przede wszystkim funkcje kierownicze w seminariach i liceach salezjańskich (m.in. w Krishnanagar, Jobbalpure i Azimganj). Był także duszpasterzem młodzieży diecezji Krisznagar (1984-1986) oraz konsultorem prowincjalnym.
17 kwietnia 2002 został mianowany przez papieża Jana Pawła II biskupem Krisznagar. Sakry biskupiej udzielił mu 31 maja 2002 abp Lucas Sirkar.